# Gonzalo Fierro
Gonzalo Antonio Fierro Caniullán (Maipú, Santiago, 21 de marzo de 1983) es un exfutbolista chileno de ascendencia mapuche que se desempeñaba como lateral o carrilero por la banda derecha y actualmente es comentarista deportivo en el canal TNT Sports.
A lo largo de su carrera ha defendido por un total de doce años a Colo-Colo en dos ocasiones (la primera 2002-08 y la segunda 2012-18), su club formador. Sin embargo este periodo de más de una década se vio interrumpido tres años tras su partida al Flamengo donde se mantuvo de 2008 a 2011, alcanzando trofeos como la Série A y el Campeonato Carioca en doble ocasión que hacen que esté en la lista de los chileno más ganadores en dicho país con tres títulos oficiales, la cual lideran Claudio Maldonado (9) y Elías Figueroa (7). Otro dato a destacar su palmarés con Colo-Colo que contempla nueve títulos de liga donde fue partícipe activo de la obtención del tetracampeonato que tuvo lugar durante diciembre de 2007 y fue un hecho histórico en el fútbol chileno. Con El Cacique, Fierro disputó 371 partidos y anotado en 88 ocasiones por campeonatos de Primera División. Además junto con Johnny Herrera son los jugadores que más veces han ganado el Torneo Nacional en 9 ocasiones, siendo superados solo por Luis Mena con 11.
Fue internacional absoluto con la selección chilena en 24 ocasiones, debutando el 16 de agosto de 2006 ante Colombia. Con el combinado chileno participó en dos ediciones de Copa América (2007 y 2011) y en la Copa Mundial de Sudáfrica en 2010, bajo la dirección técnica de Marcelo Bielsa con quien, además, anotó su primer y único gol por la selección nacional durante una gira por Asia en 2008.

## Trayectoria

### Colo Colo (2002-2008)

#### Inicios y Consagración (2002–2005)
Gonzalo debutó en la victoria de Colo-Colo por 2-0 a Cobreloa en el Estadio Municipal de Calama, reemplazando al entonces capitán Marcelo Espina en un partido válido por la cuarta fecha del Apertura 2002. En el Torneo disputó 5 partidos y Colo-Colo llegó hasta Semifinales, donde fueron eliminados por Rangers tras haber perdido 2-1 en la ida y empatar a 2 tantos en el partido de vuelta. En el Clausura 2002 Fierro jugó con más regularidad disputando 12 partidos. Su primer gol en Primera División lo anotó en la derrota 2-1 frente a Cobresal el 16 de noviembre del mismo año. El 7 de diciembre volvió a anotar en la victoria 3-1 de visitante frente a Cobresal, válido por el partido de vuelta de cuartos de final. Fierro se coronó campeón con Colo-Colo del Clausura 2002 tras vencer en la final a Universidad Católica por un marcador global de 5-2.
En el segundo semestre del año 2005 conforma dupla de ataque con Héctor Tapia por decisión del entrenador Ricardo Dabrowski. El "Joven Pistolero" realizó una buena campaña con el club, donde se convirtió en el goleador del Torneo Clausura de ese mismo año junto a César Díaz de Cobresal y a Cristian Montecinos de Deportes Concepción con 13 tantos. Sin embargo, pese al buen rendimiento individual, su equipo quedó eliminado en playoffs al perder en penales con Deportes La Serena. Este gran nivel le valió una convocatoria para la selección nacional a inicios de 2006.

#### Éxito con Borghi, Tetracampeonato y Partida al fútbol brasileño (2006–2008)

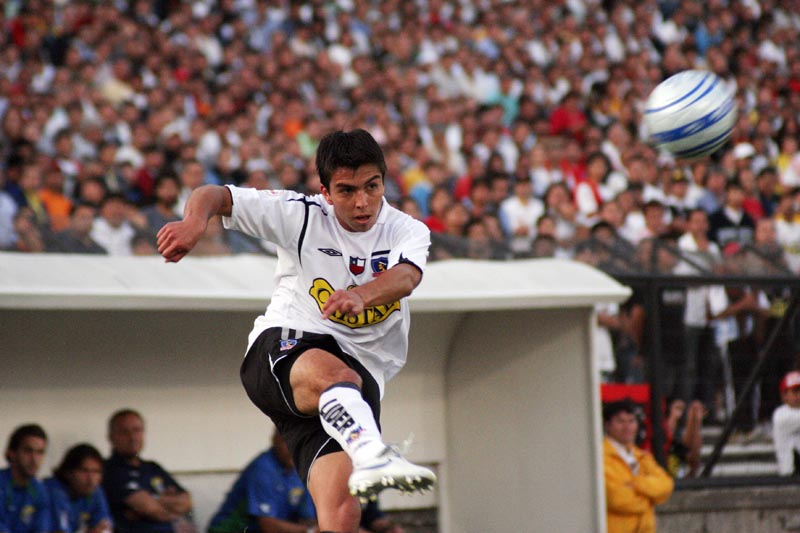
Fierro durante la final del Clausura 2006 ante Audax Italiano donde conseguiría el bicampeonato con los albos.

Al año siguiente con Claudio Borghi como director técnico, realiza un gran desempeño en el torneo local donde obtiene su segundo título en el Torneo Apertura derrotando al clásico rival Universidad de Chile en tanda de penales, donde Fierro aportó con uno de los goles y luego ganaron el Clausura 2006. Desde ese año comenzó una de las etapas más gloriosas del club albo logrando un inédito Tetracampeonato y la final de la Copa Sudamericana 2006 perdiendo contra el Pachuca con jugadores de renombre como Matías Fernández, Humberto Suazo, Alexis Sánchez, Arturo Vidal, Claudio Bravo, Jorge Valdivia, el propio Fierro, entre otras estrellas. Anotó 7 goles en 2008 sumando Apertura, Clausura y Copa Libertadores, en sus primeros seis años en el club logró 6 campeonatos nacionales.

### Flamengo (2008-2011)
El 26 de agosto de 2008 es transferido a Flamengo por una cifra de 2,5 millones de Dólares por el 70% de su pase, además convirtiéndose en el primer jugador chileno en jugar en dicho club. Debutó el 14 de septiembre del mismo año en el Campeonato Brasileño frente a Ipatinga ingresando en el entretiempo por Éverton con la dorsal 16. Sin embargo, solo completó ocho partidos de liga en su temporada debut ingresando en todos en los segundos tiempos.
El 3 de mayo del 2009, consiguió su primer título en Brasil con el Flamengo, el Campeonato Carioca 2009, derrotando a Botafogo. El 12 de julio de 2009 marcó su primer gol en el conjunto carioca en la igualdad 2-2 contra el campeón defensor São Paulo, después saldría al minuto 77 por Ibson por el Campeonato Brasileño 2009, ese mismo año salió campeón del campeonato brasileño en donde jugó 25 partidos marcando 1 gol y así se convirtió junto a Nelson Tapia, Elías Figueroa y Claudio Maldonado en uno de los pocos jugadores chilenos en ganar el Campeonato Brasileño.
El 15 de julio de 2010, después de su participación en el Mundial de Sudáfrica es pedido como nueva incorporación del equipo argentino Club Atlético Boca Juniors a pedido del entrenador xeneize Claudio Borghi quien lo tuvo cuando fue entrenador de Colo-Colo. Sin embargo, una lesión grave no le permitió pasar la revisión médica y detuvo su incorporación y el 17 de agosto se confirmó que abandonó el club para regresar a Río con Flamengo y comenzar su recuperación.
En 2011, con Vanderlei Luxemburgo como nuevo director técnico, el jugador perdió su puesto de titular y entró regularmente en los segundos tiempos, presentando un fútbol regular, con algunas participaciones en los goles.

### Regreso a Colo Colo (2012-2018)

#### Irregular retorno e inestable situación (Primer Semestre 2012)
El 29 de diciembre del 2011, el sitio web de La Tercera confirmó la desvinculación de Fierro de Flamengo, la cual selló el regreso de El Joven Pistolero a Colo-Colo en un acuerdo estimado en un año y medio que lo mantendría hasta junio de 2013. Posteriormente Fierro se unió a la pretemporada del club albo el 7 de enero de 2012 junto a Pablo Contreras, quienes se pusieron a disposición del deté Ivo Basay de cara a lo que sería el primer encuentro amistoso de la temporada ante Deportes Concepción en Collao. Finalmente el 17 de enero, Fierro tuvo un "dulce" retorno al haber tenido un buen cometido donde abrió la cuenta a los 35 minutos en una victoria por cuatro a uno. Sin embargo tras la holgada victoria del Cacique, el equipo se trasladó rápidamente a Región de La Araucanía para afrontar la Copa Ciudad de Temuco en la cual Fierro y el equipo debutaron el 19 de enero contra el cuadro local de Unión Temuco en el Estadio Germán Becker donde Colo-Colo perdió 2-1 ante aquel equipo que tuvo absoluta responsabilidad del golero Raúl Olivares quien cortó mal un centro que se le escapó de las manos y dio rebote en el muslo de Luis Mena que culminó en autogol de este último en el minuto 89 de juego. Sin embargo en dicho cuadrangular disputado en Temuco, Colo-Colo quedó último tras ser derrotado por la Universidad de Concepción mediante los penales durante el partido por el tercer lugar en los que el portero estadounidense Jimmy Maurer atajó tres lanzamientos (Rodrigo Millar, Lucas Wilchez y Mathías Vidangossy) y Horacio Cardozo desperdició al haberlo elevado. Cabe destacar que Fierro no participó en aquellos penales. Pasado el "trago amargo" en Temuco y de vuelta en Santiago para afrontar la Noche Alba el 24 de enero contra Alianza Lima, Fierro anotó su segundo tanto en la pretemporada en una victoria 2–0 que significó su vuelta al Estadio Monumental frente a un marco cercano a 30.000 personas que presenciaron el triunfo ante el elenco limeño, que hicieron que Basay lo considerara inicialmente como titular para el Torneo Apertura 2012.
El 29 de enero de 2012, Fierro hizo su re-debut oficial por Colo-Colo durante el empate 0–0 frente a Deportes Iquique en el Monumental. Sin embargo luego de dos victorias y dos empates antes de la derrota por dos a uno ante la Universidad de Concepción (que comenzó a ser su verdugo luego de tres pérdidas consecutivas) Fierro comenzó a ser paulatinamente desplazado por José Pedro Fuenzalida (quien partió como su suplente) en el esquema de Basay y comenzó a perder importancia siendo relegado a la banca y puesto a disposición al equipo filial dirigido por Héctor Tapia que recibió a otros jugadores del primer equipo como Osmar Molinas, Mauro Olivi, Miguel Ángel González, entre otros, quienes debutaron el 21 de marzo con una derrota 1–0 ante el elenco filial de Rangers en el Estadio Fiscal de Talca por la fecha inaugural de la Segunda División Profesional que se estrenaba como la primera temporada profesional del tercer nivel en la pirámide futbolística chilena. Luego del despido de Basay por malos resultados, Fierro volvió a jugar como inicial durante la recordada goleada 5–0 de la Universidad de Chile bajo el mando interino de Luis Pérez que dentro de lo positivo puso fin a semanas entrenando como suplente o con el equipo filial y entrar como relevo en escasas ocasiones. No obstante, Fierro volvió a ser relegado y en su vuelta a las canchas el 24 de junio por las semifinales de ida de los playoffs ante la misma Universidad de Chile fue expulsado por doble tarjeta amarilla, la que contempló serios insultos de parte suya hacia el árbitro del encuentro Enrique Osses en otra estrepitosa derrota que esta vez fue 4–0 y puso fin al alza encabezada por Luis Pérez tras aquel anterior 5–0 de abril, como también el tercer interinato de Pérez quien renunció por decisión personal. En su primer semestre en su retornó al club de sus amores jugó 11 partidos estando solo 491 minutos en el campo de juego sin poder convertir.

#### El Dulce y agraz con Labruna (2012–2013)
Sin embargo tras la sorpresiva renuncia de Pérez, el 29 de junio de acuerdo a fuentes del sitio web Terra.cl, Blanco y Negro contrata a Omar Labruna como entrenador de cara al Torneo Clausura. Ya en el Clausura, Fierro tras no haber jugado los tres partidos del torneo volvió el 29 de julio en el empate 1–1 ante Unión La Calera en el Estadio Lucio Fariña Fernández de Quillota y retornó al gol en la victoria por 3–1 ante Cobreloa el 25 de agosto, siendo este el primer gol desde su retorno y también el primero en 4 años y medio con los albos, en un encuentro que se jugó sin público debido a un castigo que Colo-Colo arrastraba por desmanes de la Garra Blanca ante Audax Italiano por el Apertura en el Estadio Bicentenario de La Florida. Cabe destacar que la anotación de Fierro cayó luego de un perfecto tiro libre al minuto y medio de juego. Las dos fechas posteriores Fierro anotó consecutivamente en ambas fechas contra Palestino de penal en una victoria 3–0 en el Estadio Nacional y ante Huachipato en otra victoria por tres goles a cero, pero esta vez de local en el Monumental luego de una gran volea. Finalmente la remontada se ratificó el 30 de septiembre cuando El Cacique le gana en condición de visita por 2–0 a la Universidad Católica en San Carlos de Apoquindo donde Fierro anotó el segundo del juego tras un lanzamiento penal el minuto 68', lo que fue su cuarto gol en el torneo y la séptima victoria consecutiva de Colo-Colo por torneo nacional y Copa Chile. Posterior al triunfo frente a Los Cruzados, Los Albos quedaron en el segundo lugar junto a su rival Universidad de Chile a dos puntos del líder en ese entonces Rangers. Sin embargo el equipo de Macul sin Fierro por decisión técnica tuvo que enfrentar la próxima fecha precisamente a Rangers en un partido que empató 2–2 de local en el cual frenó su racha de victorias previo al Superclásico que lo alejó de los primeros lugares que aspiraba. Finalmente el 21 de octubre, Colo-Colo ganó el clásico n°172 por 1–0 sobre la Universidad de Chile en el Monumental con gol de Carlos Muñoz en el minuto 78' ante 42.000 personas donde Fierro fue reemplazado al minuto 61' por Olivi. La siguiente fecha que fue la decimoquinta, la cual los albos jugaron el viernes 26 de octubre, Fierro anotó su quinto gol ante Unión San Felipe con El Cacique como visitante en la zona del Aconcagua luego de un excelente tiro libre al minuto 18' que fue el primer gol del partido que San Felipe dio vuelta 2–1 con goles del ex-colocolino Miguel Ángel González al minuto 27' y el delantero Javier Grbec al 61'. Posterior a la victoria a San Felipe y la clasificación del equipo a los playoffs en los dos últimos partidos de la fase regular (en los que Fierro no jugó) Gonzalo volvió a anotar contra Audax de penal en los cuartos de final de ida de los playoffs donde Colo-Colo ganó 2–0 de visita y posteriormente perdería 5–4 en un épico partido en el cual Fierro anotó nuevamente luego de eludir a Alejandro Sánchez al minuto 42'. Esto sentenció el paso a las semifinales de Colo-Colo contra Unión Española. Sin embargo Los Hispanos finalmente eliminaron al Cacique tras vencerlos 3–1 en Santa Laura y 2–0 en el Monumental, acabando con el objetivo colocolino de obtener su trigésimo título y una campaña que parecía increíble que finalmente terminó en nada. Cabe destacar que Fierro terminó el torneo con siete goles en quince partidos, mostrando un claro rendimiento superior en comparación al anterior torneo.
Una vez concluidas las vacaciones del equipo desde la eliminación del Clausura, Colo-Colo inició su pretemporada el 20 de diciembre de 2012 aún con Labruna a la cabeza en la banca para forjar su participación en el Torneo Transición 2013 que iba a marcar el fin de la "era de los playoffs" debido a que fueron quitados permanentemente en decisión del presidente de la ANFP, Sergio Jadue y el directorio homogéneo. No obstante la pretemporada del elenco albo se desarrolló en Mantagua y culminó el 7 de enero para dar paso a lo que sería el primer partido del año ante Everton en Viña del Mar el 11 de enero, el cual Los Albos ganaron 2–0 en el Estadio Sausalito, con una anotación de Fierro y Felipe Flores. Sin embargo Colo-Colo iría decayendo ya que el siguiente encuentro amistoso ante Huachipato en Temuco perdería por 1–0 con anotación de Octavio Pozo que sacó un disparo de 27 metros que batió a Francisco Prieto en una noche que Nery Veloso (golero adversario) fue factor debido a su increíble actuación donde estuvo imbatible en una noche correspondiente al día 17 de enero, mientras que dos días más tarde durante la "Noche Roja" de Ñublense el 19 de enero, El Cacique perdería por dos goles a uno en el Estadio Nelson Oyarzun Arenas siendo Felipe Flores el autor de la cifra del cacique a cuatro días de la Noche Alba, a la cual nuevamente llegaba en mal momento tal cual como en la pretemporada pasada. No obstante, el 23 de enero, Colo-Colo en su Noche Alba volvería a triunfar con dos goles de Carlos Muñoz esta vez ante San Martín de San Juan que descontó con anotación del mediocampista Federico Poggi al minuto 82' para dejar el marcador finalmente dos a uno en la que se consideró la edición más exigua de este evento, considerando el bajo público en un partido que dejó que desear.
Ya inserto en lo que era el Torneo Transición, el 27 de enero de 2013 Fierro fue titular en el primer partido frente a Cobreloa y el último partido del viejo Estadio Municipal de Calama previo a su remodelación donde Colo-Colo perdió 5–2. Sin embargo Gonzalo comenzó a ser relegado al banco de suplentes y comenzó a perder terreno paulatinamente en el equipo que estaba en medio de una crisis de resultados que terminó con el periodo de Labruna en la banca tras perder 1–0 contra Rangers en el Fiscal de Talca el 10 de marzo. Posteriormente asumió interinamente Hugo González como entrenador que debutó con un empate uno a uno con Ñublense y comenzó a darle minutos a Fierro en cancha. No obstante, en el segundo partido de González como interino Colo-Colo cayó por 3–1 contra Audax en un partido suspendido por incidentes de la Garra Blanca cuando iba perdiendo por el resultado final con un triplete de Sebastián Sáez y el descuento de Fierro de penal quien anotó su primer gol oficial en la temporada. El 13 de abril aumentaría su talla goleadora anotando de penal otra vez en la victoria 3–2 frente a San Marcos de Arica en el Carlos Dittborn por la undécima fecha del torneo, como también el 28 de abril ante Huachipato en un empate dos a dos donde marcó de cabeza. Su cuarto y último gol llegaría el 18 de mayo en la victoria por 2–0 a Cobresal en el Monumental frente a escasas nueve mil personas. Días después, el 26 de mayo, El Cacique perdió el último partido frente a una Unión Española que se coronó como local en el Santa Laura a costa de la Universidad Católica que salió segunda a pesar de haber ganado en Arica contra San Marcos en un torneo que Colo-Colo no fue protagonista, perdió ambos clásicos, se coronaron campeón a costa de él y según expertos era la peor versión Colocolina de todos los tiempos. El día siguiente a ese, la página web Radio Cooperativa publicó que Fierro encabezaba el éxodo de jugadores en el club junto a Facundo Coria, Fernando De La Fuente y el colombiano Juan Guillermo Domínguez debido a que los tres primeros junto a Gonzalo finalizaban vínculo y quedaron como agentes libres.
Sin embargo, el 13 de junio de 2013 Fierro arregló su contrato con Colo-Colo renovando por un temporada más hasta mediados de 2014 y con opción de extensión por un año más hasta junio de 2015.

#### Resurgimiento, capitán y estrella 30 con Tapia (2013–2015)
El 15 de octubre de 2013, Gustavo Benítez fue despedido de Colo-Colo tras perder 2-0 contra San Luis de Quillota por Copa Chile además de malos resultados, tras eso, días después el DT de juveniles Héctor Tapia fue dejado como interino por las 7 fechas restantes del Torneo Apertura 2013, y con el Fierro se volvería inamovible en el esquema de Tapia con el pasar del tiempo; Tapia debutó el 20 de octubre contra Cobreloa logrando ganar por 2-1 en el Estadio Monumental, con el nuevo deté en el banco albo lograron ganar 4 de los últimos 7 partidos del campeonato apertura 2013.
Para el Torneo Clausura 2014, Tapia eligió a Gonzalo Fierro como capitán del equipo albo, por su identificación y estatus de ídolo del equipo heredando el brazalete de capitán de Luis Mena. Debutaron el 5 de enero contra Audax Italiano logrando ganar por un sufrido 2-1 de local con goles de Fierro y Felipe Flores empezando con el pie derecho el campeonato, por la segunda fecha volvió a marcar, esta vez de penal, en el triunfo por 2-0 sobre Everton en Viña del Mar. Tras llevar dos fechas sin convertir, el 25 de enero marcó un doblete en la goleada 5-2 sobre Deportes Iquique en el norte por la cuarta fecha, así los albos lograron sumar 12 puntos y ser líderes absolutos del Clausura. Finalmente el 13 de abril se lograron coronar campeones del fútbol chileno por 30ª vez en su historia tras 4 años y medio de sequía luego de vencer por un sufrido 1-0 a Santiago Wanderers en un Estadio Monumental repletó con solitaria anotación de Felipe Flores tras un rebote de Gabriel Castellón.
Además de ser el capitán del campeón, Fierro fue premiado en la Gala de SIFUP (Premio para los jugadores destacados de la Liga Chilena) como mejor lateral derecho del fútbol chileno en la temporada 2013-14. Después del torneo, Fierro hizo extensión de su contrato por un año más hasta junio de 2015 debido a que cumplió con la cantidad de minutos exigidos en la cláusula.
El 26 de octubre de 2014 marcó su primer gol por el Torneo de Apertura 2014 en la victoria 2-0 sobre Unión La Calera por la duodécima fecha. Un mes después, el 30 de noviembre anotó su segundo gol en la goleada 4-1 sobre Cobreloa por la penúltima fecha del torneo, y finalmente en la última fecha cayeron 2-0 contra Wanderers en Valparaíso culminando terceros el Apertura.
El 11 de enero de 2015 llegó a los 300 partidos por Colo Colo en la caída por 3-2 ante Deportes Iquique por la segunda fecha del Torneo de Clausura. El primer semestre de 2015 de los albos no fue muy grato ya que no lograron pasar a octavos de final en Copa Libertadores quedando eliminados en fase de grupos tras caer 2-0 ante Atlético Mineiro en Brasil por la última fecha, y en el torneo nacional acabaron segundos tras vencer 3-1 a Wanderers en la última fecha.
Tras el Clausura renovó por tres años más hasta mediados de 2018, aunque después su contrato se extendió hasta finales de 2018 porque el Campeonato Nacional 2018 termina hasta diciembre y el reglamento obliga a todos los equipos a extender el contrato de su jugadores que tienen hasta mediados a fines de dicho año.

#### Consolidación como titular con Sierra (2015–2016)
Tras la no renovación de Tapia en el banco de Colo-Colo, Fierro siguió siendo titular indiscutido y capitán del equipo con José Luis Sierra durante la Temporada 2015-16.
El 9 de agosto de 2015 Fierro marcó su primer gol por el Torneo Apertura 2015 por la segunda fecha contra Audax Italiano en el Monumental, partido que terminó en goleada 4-1 a favor de su equipo. El 14 de septiembre anotó su segundo tanto en el campeonato en la victoria alba por 3-1 sobre Unión La Calera, el 27 de septiembre marcó su tercera diana por el Apertura mediante lanzamiento penal anotando el único gol en la victoria por la cuenta mínima frente San Luis en Valparaíso, así lograron 7 triunfos consecutivos en las primeras siete fecha del torneo y se convirtieron en líderes exclusivos con 21 puntos. Por la novena fecha jugaron contra San Marcos de Arica en el Estadio Monumental y cayeron sorpresivamente por 1-0, en dicho encuentro el capitán albo fue expulsado recibiendo dos fechas de castigo y quedando suspendido para los duelos ante Huachipato y el superclásico contra la "U", además esta fue la décima expulsión en la carrera de Fierro.
El 14 de octubre vencieron en un difícil partido por 3-2 a Deportes Copiapó por los cuartos de final de la Copa Chile 2015 con doblete incluido del "Joven Pistolero". En semifinales del torneo quedaron emparejados con Unión Española, en una llave a 2 partidos, la ida fue en el Estadio Monumental donde los albos vencieron por 2-1 con gol de tiro libre de Fierro que abrió la cuenta, en la vuelta Unión ganó por el mismo marcador empatando 3-3 en el global, y en penales Colo-Colo accedió a la final por un ajustado 5-4, Fierro fue el encargado del segundo penal y no falló y luego Emiliano Vecchio se encargó de anotar el quinto penal. El 2 de diciembre se jugó la final de la Copa Chile 2015 donde se enfrentaron Colo-Colo y la Universidad de Chile en el Estadio La Portada de La Serena, los azules comenzaron ganando tras un gol de Mathías Corujo al minuto 21 y ya en el epílogo al minuto 90+3' Luis Pedro Figueroa anotó el 1-1 final con el que se fueron a penales y ahí la U ganó por 5-3.
El 6 de diciembre se jugó la última fecha del Torneo de Apertura 2015 y los albos enfrentaron a Santiago Wanderers en el Estadio Elías Figueroa Brander de Valparaíso, pero ese partido no se jugó debido a los incidentes entre las barras bravas de ambos equipos, aunque sin embargo Colo-Colo salió campeón sin jugar porque Universidad Católica se veía obligada a ganar para mantenerse con opciones de campeonar, pero perdió contra Audax Italiano por la cuenta mínima, de esta manera Colo Colo bajó la estrella 31 de su historia. Más de 1 mes después finalmente el 11 de enero de 2016 se jugó el partido para darle terminó oficial al Apertura 2015 donde los albos cayeron 2-1.
El 14 de febrero de 2016 marcó su primer gol por el Clausura 2016 en la victoria 2-1 sobre Deportes Antofagasta por la sexta fecha previo a su debut en Libertadores. 2 meses volvió a marcar por la decimotercera jornada en la estrepitosa caída 1-3 ante Palestino de local marcando un gol desde afuera del área al minuto 90+3, volvió a marcar en la siguiente jornada en la victoria por 2-0 ante Universidad de Concepción.
Finalmente acabaron segundos en el Clausura 2016 tras vencer agonicamente por 2-1 a Santiago Wanderers con agónico gol de Juan Delgado al minuto 90+4' y en Copa Libertadores quedaron eliminados por segundo año consecutivo en fase de grupos tras empatar 0-0 con Independiente del Valle en el Estadio Monumental.

#### Perdida de la capitanía y salida del equipo titular con Guede (2016–2018)

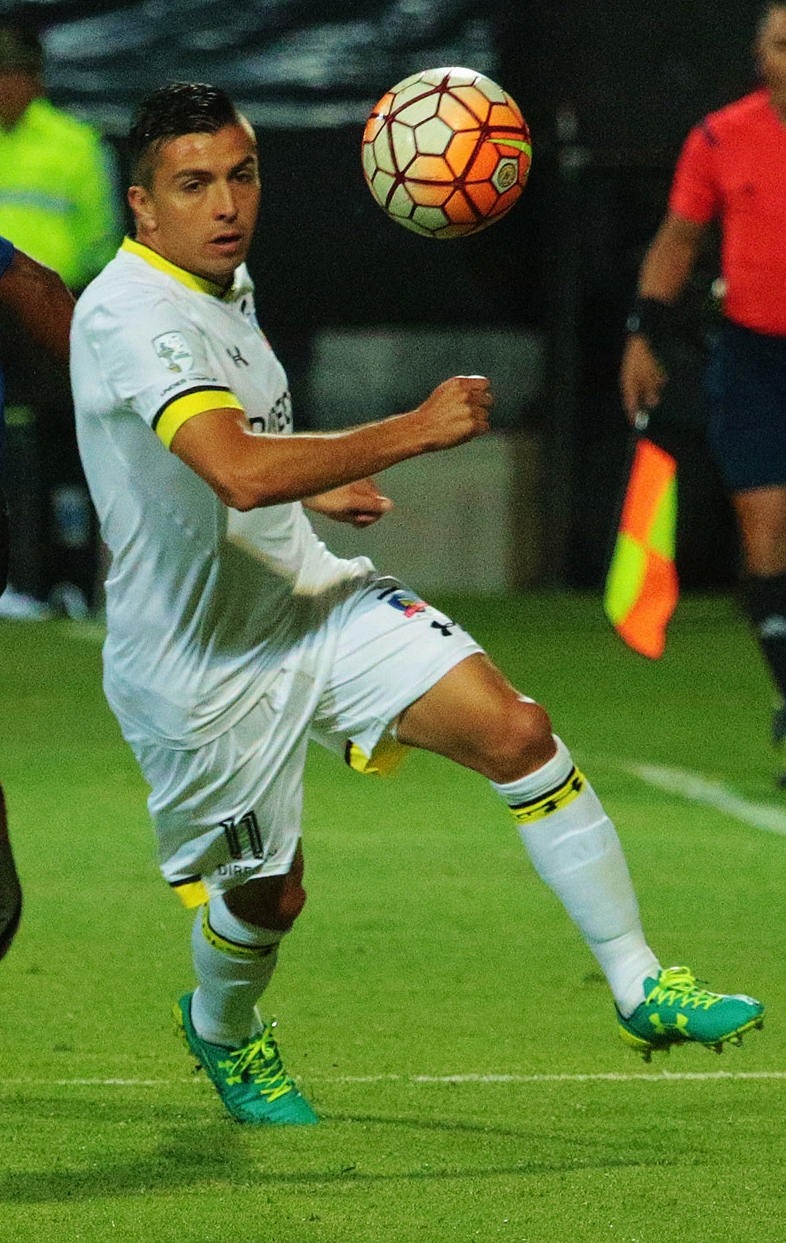
Fierro durante 2016

El 6 de junio de 2016, José Luis Sierra renunció a la banca de Colo Colo, tras la salida de Martín Tonso y problemas con jugadores (referentes del plantel como Julio Barroso) y con la dirigencia, todo esto en plena pretemporada, unas semanas después asumió el argentino Pablo Guede con quien Fierro perdió la capitanía y poco a poco fue saliendo del equipo titular.
El 14 de diciembre de 2016 conquistaron la Copa Chile al golear 4-0 a Everton en el Estadio Nacional, partido en el cual Fierro fue titular.
En el primer semestre de 2017 Fierro poco a poco iría perdiendo espacio con Pablo Guede y con el correr de los partidos quedaría relegado en el banquillo y en algunas ocasiones no fue citado. Durante el Torneo de Clausura 2017 Colo-Colo dejó escapar el título de manera increíble ante su archirrival la Universidad de Chile tras ir liderando gran parte del campeonato antes de empatar 1-1 con Club Deportes Antofagasta de local por la decimocuarta fecha, en la última fecha los albos vencieron al descendido Cobresal por 3-1 en La Serena, mientras que la "U" venció por la cuenta mínima a San Luis con solitario gol de Felipe Mora, cabe mencionar que en ambos partidos Fierro no jugó y en este último género gran polémica durante la semana ya que se especulaba con su salida del club.
Jugó solo 7 partidos de 15 por el Torneo de Clausura 2017, todos como titular, sumando 605' minutos en cancha, menos de la mitad, fue titular durante las primeras fechas y luego fue perdiendo terreno desde la mitad del campeonato. Tras la polémica post duelo con Cobresal, el presidente del club Aníbal Mosa salió a desmentir los rumores sobre la posible salida de Fierro asegurando que permanecerá en el club hasta fin de año.
De cara al segundo semestre de 2017 y tras la incorporación de Óscar Opazo y la consolidación de Felipe Campos los minutos para Fierro fueron más escasos todavía.
El 30 de agosto volvió a jugar luego de 3 meses y medio por la ida de los octavos de final de la Copa Chile 2017 ante Deportes Iberia, conformando un equipo mixto de Guede, Fierro fue el capitán de un equipo combinando entre suplentes y juveniles, anotó su primer gol luego de 1 año y 4 meses (su último fue U. de Concepción por el Clausura 2016) al marcar de penal al minuto 51' el 1-0 momentáneo, luego recibió amarilla al 84' por reclamos y finalmente los albos perdieron por 3-2 en el Ester Roa Rebolledo de Concepción, 4 días después se jugó la revancha el día 3 de septiembre y los "albos" cayeron por 2-0 ante el modesto equipo de la Primera B en el Estadio Monumental y por ende quedaron eliminados por un global de 5-2, en esta ocasión Guede alineó titulares a excepción de Paredes y Valdivia (Ambos nominados a la selección chilena) por lo que Fierro estuvo en el banco e ingresó en el entretiempo por Brayan Vejar.
Tras 14 fechas transcurridas por el Torneo de Transición 2017, Colo-Colo jugó en simultáneo por la definición del torneo el día 9 de diciembre teniendo la primera opción de título ganando le bastaba, finalmente los albos ganaron por 3-0 a Huachipato en el Estadio Ester Roa Rebolledo de Concepción, con goles de Jaime Valdés, Octavio Rivero y Nicolás Orellana, Fierro volvió a jugar por torneos nacionales luego de 7 meses al ingresar al minuto 85' por la figura del encuentro Pajarito Valdés y además los albos sumaron su estrella 32, también Fierro logró su 11° título con el conjunto chileno.
Jugó 1 solo partido por el Torneo de Transición 2017, sumando solo 5' minutos, y sumando los 2 encuentros de Copa Chile 2017 que disputó apenas estuvo 135 minutos en el campo de juego durante el segundo semestre de 2017.
Durante los primeros 4 meses de 2018, Fierro no jugó siendo suplente o simplemente no siendo citado por el estratega Pablo Guede, finalmente el 19 de abril de 2018 Guede presentó su renuncia formal al recién llegado presidente de Blanco y Negro Gabriel Ruiz-Tagle. Tras la renuncia del entrenador argentino Fierro al menos jugaría algunos partidos ingresando desde el banco.

#### Últimos meses con Tapia y salida del club (2018)
Tras la llegada de Héctor Tapia al conjunto albo en abril de 2018, Fierro comenzó a tener más continuidad, debutó con Tapia en la banca el 2 de mayo por la cuarta fecha del Grupo B de la Copa Libertadores 2018 contra Delfín ingresando al minuto 79 por César Pinares en un duelo que terminó en triunfo 2-1 a favor de Colo-Colo en el Estadio Jocay, se redebut como titular fue el 6 de mayo en el triunfo 3-1 sobre Everton de Viña del Mar por la fecha 12 del Torneo Nacional 2018, así Fierro volvió a jugar un partido como titular por Colo-Colo luego de 8 meses. Luego jugó los partidos ante Bolívar y Atlético Nacional en Copa Libertadores 2018 de titular. En el primer partido, Fierro fue una de las figuras en la victoria de local 2-0 sobre el equipo boliviano ya que asistió a Esteban Paredes al minuto 30' para el momentáneo 1-0 y en el segundo duelo también fue uno de los destacados en la igualdad 0-0 de visita en Colombia que significó la clasificación del cuadro albo a octavos de final tras 11 años sin llegar a aquella instancia.
Además jugó los encuentros de Copa Chile 2018 frente a Ñublense en la segunda fase, donde anotó un gol en la vuelta en la victoria por 2-1, pero no le alcanzaría para clasificar, ya que en el partido de ida Colo-Colo fue vencido por 2-0. Tras la llegada del refuerzo Damián Pérez, Fierro no tuvo mucha continuidad de titular desde entonces, ingresando desde la banca en varias ocasiones en posición de lateral derecho o volante.
A fines del campeonato del año 2018, Blanco y Negro decide no renovarle contrato, terminando su exitosa carrera en Colo-Colo.

## Selección nacional
En 2004, fue nominado por Juvenal Olmos para el Torneo Preolímpico Sudamericano Sub-23 de 2004, para clasificar a los Juegos Olímpicos de Atenas 2004 junto al debutante Humberto Suazo. Sin embargo, no clasificaron quedando en 4.º lugar.
En 2006, debido a sus buenas actuaciones en Colo-Colo fue citado por el entonces deté Nelson Acosta el 16 de agosto para un amistoso frente a la selección de Colombia en el Estadio Nacional que Chile perdió 2–1. Aquel partido Fierro hizo su debut en la selección absoluta al reemplazar a Claudio Maldonado al minuto 76'.
El 18 de abril de 2007 volvería a ser citado por Acosta, solo que esta vez a un amistoso frente a Argentina en Mendoza que contempló un empate sin goles donde Fierro desperdició las dos más claras ocasiones de gol del partido y fue blanco de críticas. El 15 de junio, tenido en cuenta por Acosta en la pre-nómina de 26 jugadores de cara a la Copa América, Fierro jugó el último amistoso de Chile previo al certamen en una victoria por la mínima a Jamaica en Kingston.
El 19 de junio de 2007, Acosta nombra a Fierro dentro la nómina final para afrontar la Copa América en Venezuela donde solo jugó dos partidos en medio de una desastrosa participación recordada por el famoso “Puerto Ordazo” que culminó con la estrepitosa eliminación por parte de Brasil al vapulear 6–1 a Chile.
Con la llegada de Marcelo Bielsa luego de la escandalosa salida de Acosta, Fierro fue regularmente citado a las eliminatorias y a los amistosos, siendo este último donde anotaría su primer gol frente a Corea del Sur en el Estadio Mundialista de Seúl el 22 de enero de 2008 durante una gira efectuada en Asia.
Luego del exitoso proceso clasificatorio que terminó con Chile segundo en la tabla, La Roja pudo clasificar a la Copa Mundial de 2010 en Sudáfrica y Fierro formó parte del plantel que la conformaría. Previo al Mundial donde no tuvo minutos, Fierro anotó en un amistoso no oficial frente a Nueva Zelanda que Chile ganó 2–0 en un partido de tres tiempos.
Tras la abrupta salida de Bielsa en 2011 luego de diferencias con la ANFP y la sucesión de Claudio Borghi, Fierro fue considerado y aparte de sumar minutos en amistosos logró ser parte del plantel que disputó la Copa América en Argentina, donde solo jugó 57 minutos en el último partido del grupo ante Perú. Sin embargo, luego de este periodo Fierro no figuraría en las nóminas y se comenzó a alejar de éstas completamente.
En enero de 2014 luego de 3 años alejado de la selección, es citado por el estratega Jorge Sampaoli a un amistoso frente a Costa Rica que Chile ganó 4–0 en Coquimbo y Fierro jugó los noventa minutos. Tras otro año ausente, el 28 de enero de 2015 disputó 12 minutos del amistoso frente a Estados Unidos en Rancagua que su escuadra venció por 3–2.

#### Participaciones en Preolímpicos
| Torneo                           | Sede  | Resultado  | PJ | Goles |
| -------------------------------- | ----- | ---------- | -- | ----- |
| Preolímpico Sub-23 de Chile 2004 | Chile | Fase Final | 5  | 0     |

#### Participaciones en Copa América
| Torneo            | Sede      | Resultado        | Partidos | Goles |
| ----------------- | --------- | ---------------- | -------- | ----- |
| Copa América 2007 | Venezuela | Cuartos de final | 2        | 0     |
| Copa América 2011 | Argentina | Cuartos de final | 1        | 0     |

#### Participaciones en Copas del Mundo
| Mundial                        | Sede      | Resultado        | Partidos | Goles |
| ------------------------------ | --------- | ---------------- | -------- | ----- |
| Copa Mundial de Fútbol de 2010 | Sudáfrica | Octavos de final | 0        | 0     |

#### Participaciones en Clasificatorias a Copas del Mundo
| Clasificación                | País      | Resultado   | Posición | Partidos | Goles |
| ---------------------------- | --------- | ----------- | -------- | -------- | ----- |
| Eliminatorias Sudáfrica 2010 | Sudáfrica | Clasificado | 2.º      | 4        | 0     |

### Partidos internacionales
Actualizado hasta el 28 de enero de 2015.
| \| N.º \| Fecha \| Estadio \| Local \| Resultado \| Visitante \| Goles \| Competición \| \| ----- \| ------------------------ \| ------------------------------------------------------------- \| ------------- \| --------- \| ----------------- \| ------- \| -------------------------------- \| \| 1 \| 15 de agosto de 2006 \| Estadio Nacional Julio Martínez Prádanos, Santiago, Chile \| Chile \| 1-2 \| Colombia \| \| Amistoso \| \| 2 \| 18 de abril de 2007 \| Estadio Malvinas Argentinas, Mendoza, Argentina \| Argentina \| 0-0 \| Chile \| \| Amistoso \| \| 3 \| 5 de junio de 2007 \| Estadio Nacional, Kingston, Jamaica \| Jamaica \| 0-1 \| Chile \| \| Amistoso \| \| 4 \| 4 de julio de 2007 \| Estadio José Antonio Anzoátegui, Puerto La Cruz, Venezuela \| México \| 0-0 \| Chile \| \| Copa América 2007 \| \| 5 \| 7 de julio de 2007 \| Estadio José Antonio Anzoátegui, Puerto La Cruz, Venezuela \| Chile \| 1-6 \| Brasil \| \| Copa América 2007 \| \| 6 \| 7 de septiembre de 2007 \| Estadio Ernst Happel, Viena, Austria \| Suiza \| 2-1 \| Chile \| \| Amistoso \| \| 7 \| 11 de septiembre de 2007 \| Estadio Ernst Happel, Viena, Austria \| Austria \| 0-2 \| Chile \| \| Amistoso \| \| 8 \| 13 de octubre de 2007 \| Estadio Monumental, Buenos Aires, Argentina \| Argentina \| 2-0 \| Chile \| \| Clasificatorias a Sudáfrica 2010 \| \| 9 \| 17 de octubre de 2007 \| Estadio Nacional Julio Martínez Prádanos, Santiago, Chile \| Chile \| 2-0 \| Perú \| \| Clasificatorias a Sudáfrica 2010 \| \| 10 \| 26 de enero de 2008 \| Estadio Olímpico de Tokio, Tokio, Japón \| Japón \| 0-0 \| Chile \| \| Amistoso \| \| 11 \| 30 de enero de 2008 \| Estadio Mundialista de Seúl, Seúl, Corea del Sur \| Corea del Sur \| 0-1 \| Chile \| Anotado \| Amistoso \| \| 12 \| 20 de agosto de 2008 \| Estadio İsmetpaşa, İzmit, Turquía \| Turquía \| 1-0 \| Chile \| \| Amistoso \| \| 13 \| 10 de septiembre de 2008 \| Estadio Nacional Julio Martínez Prádanos, Santiago, Chile \| Chile \| 4-0 \| Colombia \| \| Clasificatorias a Sudáfrica 2010 \| \| 14 \| 10 de octubre de 2009 \| Estadio Atanasio Girardot, Medellín, Colombia \| Colombia \| 2-4 \| Chile \| \| Clasificatorias a Sudáfrica 2010 \| \| 15 \| 17 de noviembre de 2009 \| Štadión pod Dubňom, Žilina, Eslovaquia \| Eslovaquia \| 1-2 \| Chile \| \| Amistoso \| \| 16 \| 31 de marzo de 2010 \| Estadio Bicentenario Germán Becker, Temuco, Chile \| Chile \| 0-0 \| Venezuela \| \| Amistoso \| \| 17 \| 26 de mayo de 2010 \| Estadio Municipal de Calama, Calama, Chile \| Chile \| 3-0 \| Zambia \| \| Amistoso \| \| 18 \| 31 de mayo de 2010 \| Estadio Bicentenario Municipal Nelson Oyarzún, Chillán, Chile \| Chile \| 1-0 \| Irlanda del Norte \| \| Amistoso \| \| 19 \| 26 de marzo de 2011 \| Estádio Dr. Magalhães Pessoa, Leiría, Portugal \| Portugal \| 1-1 \| Chile \| \| Amistoso \| \| 20 \| 19 de junio de 2011 \| Estadio Monumental, Santiago, Chile \| Chile \| 4-0 \| Estonia \| \| Amistoso \| \| 21 \| 23 de junio de 2011 \| Estadio Defensores del Chaco, Asunción, Paraguay \| Paraguay \| 0-0 \| Chile \| \| Amistoso \| \| 22 \| 12 de julio de 2011 \| Estadio Malvinas Argentinas, Mendoza, Argentina \| Chile \| 1-0 \| Perú \| \| Copa América 2011 \| \| 23 \| 22 de enero de 2014 \| Estadio Francisco Sánchez Rumoroso, Coquimbo, Chile \| Chile \| 4-0 \| Costa Rica \| \| Amistoso \| \| 24 \| 28 de enero de 2015 \| Estadio El Teniente, Rancagua, Chile \| Chile \| 3-2 \| Estados Unidos \| \| Amistoso \| \| Total \| \| \| Presencias \| 24 \| Goles \| 1 \| \| |                          |                                                               |               |           |                   |         |                                  |
| N.º | Fecha                    | Estadio                                                       | Local         | Resultado | Visitante         | Goles   | Competición                      |
| 1 | 15 de agosto de 2006     | Estadio Nacional Julio Martínez Prádanos, Santiago, Chile     | Chile         | 1-2       | Colombia          |         | Amistoso                         |
| 2 | 18 de abril de 2007      | Estadio Malvinas Argentinas, Mendoza, Argentina               | Argentina     | 0-0       | Chile             |         | Amistoso                         |
| 3 | 5 de junio de 2007       | Estadio Nacional, Kingston, Jamaica                           | Jamaica       | 0-1       | Chile             |         | Amistoso                         |
| 4 | 4 de julio de 2007       | Estadio José Antonio Anzoátegui, Puerto La Cruz, Venezuela    | México        | 0-0       | Chile             |         | Copa América 2007                |
| 5 | 7 de julio de 2007       | Estadio José Antonio Anzoátegui, Puerto La Cruz, Venezuela    | Chile         | 1-6       | Brasil            |         | Copa América 2007                |
| 6 | 7 de septiembre de 2007  | Estadio Ernst Happel, Viena, Austria                          | Suiza         | 2-1       | Chile             |         | Amistoso                         |
| 7 | 11 de septiembre de 2007 | Estadio Ernst Happel, Viena, Austria                          | Austria       | 0-2       | Chile             |         | Amistoso                         |
| 8 | 13 de octubre de 2007    | Estadio Monumental, Buenos Aires, Argentina                   | Argentina     | 2-0       | Chile             |         | Clasificatorias a Sudáfrica 2010 |
| 9 | 17 de octubre de 2007    | Estadio Nacional Julio Martínez Prádanos, Santiago, Chile     | Chile         | 2-0       | Perú              |         | Clasificatorias a Sudáfrica 2010 |
| 10 | 26 de enero de 2008      | Estadio Olímpico de Tokio, Tokio, Japón                       | Japón         | 0-0       | Chile             |         | Amistoso                         |
| 11 | 30 de enero de 2008      | Estadio Mundialista de Seúl, Seúl, Corea del Sur              | Corea del Sur | 0-1       | Chile             | Anotado | Amistoso                         |
| 12 | 20 de agosto de 2008     | Estadio İsmetpaşa, İzmit, Turquía                             | Turquía       | 1-0       | Chile             |         | Amistoso                         |
| 13 | 10 de septiembre de 2008 | Estadio Nacional Julio Martínez Prádanos, Santiago, Chile     | Chile         | 4-0       | Colombia          |         | Clasificatorias a Sudáfrica 2010 |
| 14 | 10 de octubre de 2009    | Estadio Atanasio Girardot, Medellín, Colombia                 | Colombia      | 2-4       | Chile             |         | Clasificatorias a Sudáfrica 2010 |
| 15 | 17 de noviembre de 2009  | Štadión pod Dubňom, Žilina, Eslovaquia                        | Eslovaquia    | 1-2       | Chile             |         | Amistoso                         |
| 16 | 31 de marzo de 2010      | Estadio Bicentenario Germán Becker, Temuco, Chile             | Chile         | 0-0       | Venezuela         |         | Amistoso                         |
| 17 | 26 de mayo de 2010       | Estadio Municipal de Calama, Calama, Chile                    | Chile         | 3-0       | Zambia            |         | Amistoso                         |
| 18 | 31 de mayo de 2010       | Estadio Bicentenario Municipal Nelson Oyarzún, Chillán, Chile | Chile         | 1-0       | Irlanda del Norte |         | Amistoso                         |
| 19 | 26 de marzo de 2011      | Estádio Dr. Magalhães Pessoa, Leiría, Portugal                | Portugal      | 1-1       | Chile             |         | Amistoso                         |
| 20 | 19 de junio de 2011      | Estadio Monumental, Santiago, Chile                           | Chile         | 4-0       | Estonia           |         | Amistoso                         |
| 21 | 23 de junio de 2011      | Estadio Defensores del Chaco, Asunción, Paraguay              | Paraguay      | 0-0       | Chile             |         | Amistoso                         |
| 22 | 12 de julio de 2011      | Estadio Malvinas Argentinas, Mendoza, Argentina               | Chile         | 1-0       | Perú              |         | Copa América 2011                |
| 23 | 22 de enero de 2014      | Estadio Francisco Sánchez Rumoroso, Coquimbo, Chile           | Chile         | 4-0       | Costa Rica        |         | Amistoso                         |
| 24 | 28 de enero de 2015      | Estadio El Teniente, Rancagua, Chile                          | Chile         | 3-2       | Estados Unidos    |         | Amistoso                         |
| Total |                          |                                                               | Presencias    | 24        | Goles             | 1       |                                  |

| Selección chilena | Selección chilena | Selección chilena |
| Año               | Partidos          | Goles             |
| ----------------- | ----------------- | ----------------- |
| 2006              | 1                 | 0                 |
| 2007              | 8                 | 0                 |
| 2008              | 4                 | 1                 |
| 2009              | 2                 | 0                 |
| 2010              | 3                 | 0                 |
| 2011              | 4                 | 0                 |
| 2014              | 1                 | 0                 |
| 2015              | 1                 | 0                 |
| Total             | 24                | 1                 |

## Participaciones internacionales
| Club                         | Año  | Competencia                         | Resultado               |
| ---------------------------- | ---- | ----------------------------------- | ----------------------- |
| Colo Colo · Chile            | 2003 | Copa Libertadores                   | Fase de grupos          |
| Colo Colo · Chile            | 2004 | Copa Libertadores                   | Fase de grupos          |
| Colo Colo · Chile            | 2006 | Copa Libertadores Copa Sudamericana | Primera Fase Subcampeón |
| Colo Colo · Chile            | 2007 | Copa Libertadores Copa Sudamericana | Octavos de final        |
| Colo Colo · Chile            | 2008 | Copa Libertadores                   | Fase de grupos          |
| Flamengo · Brasil            | 2009 | Copa Sudamericana                   | Primera Fase            |
| Flamengo · Brasil            | 2010 | Copa Libertadores                   | Cuartos de final        |
| Flamengo · Brasil            | 2011 | Copa Sudamericana                   | Octavos de final        |
| Colo Colo · Chile            | 2013 | Copa Sudamericana                   | Segunda Fase            |
| Colo Colo · Chile            | 2015 | Copa Libertadores                   | Fase de grupos          |
| Colo Colo · Chile            | 2016 | Copa Libertadores                   | Fase de grupos          |
| Colo Colo · Chile            | 2017 | Copa Libertadores                   | Segunda Fase            |
| Colo Colo · Chile            | 2018 | Copa Libertadores                   | Cuartos de final        |
| Deportes Antofagasta · Chile | 2019 | Copa Sudamericana                   | Primera Fase            |

| Colo-Colo               | 2 | 1 | Caracas       | Estadio Monumental, Santiago               | 30 de marzo de 2007   | Copa Libertadores 2007 | Anotado           |
| Colo-Colo               | 4 | 0 | Liga de Quito | Estadio Monumental, Santiago               | 4 de abril de 2007    | Copa Libertadores 2007 | Anotado · Anotado |
| Unión de Maracaibo      | 1 | 3 | Colo-Colo     | Estadio José Encarnación Romero, Maracaibo | 28 de febrero de 2008 | Copa Libertadores 2008 | Anotado           |
| Copa Sudamericana       |   |   |               |                                            |                       |                        |                   |
| Huachipato              | 1 | 2 | Colo-Colo     | Estadio Ester Roa Rebolledo, Concepción    | 24 de agosto de 2006  | Copa Sudamericana 2006 | Anotado           |
| Gimnasia y Esgrima (LP) | 0 | 2 | Colo-Colo     | Estadio Ciudad de La Plata, La Plata       | 26 de octubre de 2006 | Copa Sudamericana 2006 | Anotado           |
| Colo-Colo               | 3 | 1 | Real Potosí   | Estadio Monumental, Santiago               | 9 de agosto de 2007   | Copa Sudamericana 2007 | Anotado           |

## Estadísticas
Actualizado al último partido disputado.
| Colo-Colo · Chile | 1.ª           | 2002          | 17  | 2  | 2  | —  | — | — | —  | —  | — | —  | — | —  | 17  | 2   | 2  |
| Colo-Colo · Chile | 1.ª           | 2003          | 37  | 5  | 5  | —  | — | — | 1  | 0  | 0 | 4  | 0 | 1  | 42  | 5   | 6  |
| Colo-Colo · Chile | 1.ª           | 2004          | 30  | 6  | 4  | —  | — | — | 1  | 0  | 0 | 6  | 0 | 0  | 37  | 6   | 4  |
| Colo-Colo · Chile | 1.ª           | 2005          | 28  | 13 | 3  | —  | — | — | —  | —  | — | —  | — | —  | 28  | 13  | 3  |
| Colo-Colo · Chile | 1.ª           | 2006          | 38  | 12 | 8  | —  | — | — | —  | —  | — | 12 | 2 | 2  | 50  | 14  | 10 |
| Colo-Colo · Chile | 1.ª           | 2007          | 37  | 17 | 13 | —  | — | — | 1  | 0  | 1 | 12 | 4 | 2  | 50  | 21  | 16 |
| Colo-Colo · Chile | 1.ª           | 2008          | 26  | 6  | 5  | —  | — | — | —  | —  | — | 6  | 1 | 3  | 32  | 7   | 8  |
| Flamengo · Brasil | 1.ª           | 2008          | 8   | 0  | 1  | —  | — | — | —  | —  | — | —  | — | —  | 8   | 0   | 1  |
| Flamengo · Brasil | 1.ª           | 2009          | 25  | 1  | 1  | 5  | 0 | 1 | 2  | 0  | 1 | 1  | 0 | 0  | 33  | 1   | 3  |
| Flamengo · Brasil | 1.ª           | 2010          | 4   | 0  | 0  | 12 | 1 | 1 | —  | —  | — | 6  | 0 | 0  | 22  | 1   | 1  |
| Flamengo · Brasil | 1.ª           | 2011          | 11  | 0  | 0  | 12 | 0 | 2 | 5  | 0  | 1 | 2  | 0 | 0  | 30  | 0   | 3  |
| Flamengo · Brasil | Total club    | Total club    | 48  | 1  | 2  | 29 | 1 | 4 | 7  | 0  | 2 | 9  | 0 | 0  | 93  | 2   | 8  |
| Colo-Colo · Chile | 1.ª           | 2012          | 26  | 7  | 2  | —  | — | — | 3  | 1  | 1 | —  | — | —  | 29  | 8   | 3  |
| Colo-Colo · Chile | 1.ª           | 2013          | 14  | 4  | 3  | —  | — | — | —  | —  | — | —  | — | —  | 14  | 4   | 3  |
| Colo-Colo · Chile | 1.ª           | 2013-14       | 27  | 7  | 2  | —  | — | — | 6  | 4  | 0 | 4  | 0 | 3  | 37  | 11  | 5  |
| Colo-Colo · Chile | 1.ª           | 2014-15       | 30  | 3  | 3  | —  | — | — | 5  | 1  | 0 | 6  | 0 | 1  | 41  | 4   | 4  |
| Colo-Colo · Chile | 1.ª           | 2015-16       | 26  | 6  | 2  | —  | — | — | 12 | 3  | 0 | 6  | 0 | 0  | 44  | 9   | 2  |
| Colo-Colo · Chile | 1.ª           | 2016-17       | 20  | 0  | 1  | —  | — | — | 9  | 0  | 0 | 2  | 0 | 0  | 31  | 0   | 1  |
| Colo-Colo · Chile | 1.ª           | 2017          | 1   | 0  | 0  | —  | — | — | 2  | 1  | 0 | —  | — | —  | 3   | 1   | 0  |
| Colo-Colo · Chile | 1.ª           | 2018          | 14  | 0  | 0  | —  | — | — | 2  | 1  | 0 | 5  | 0 | 1  | 21  | 1   | 1  |
| Colo-Colo · Chile | Total club    | Total club    | 371 | 88 | 53 | 0  | 0 | 0 | 42 | 11 | 2 | 63 | 7 | 13 | 476 | 106 | 68 |
| Deportes Antofagasta · Chile | 1.ª           | 2019          | 10  | 0  | 1  | —  | — | — | 2  | 0  | 0 | 2  | 0 | 0  | 14  | 0   | 1  |
| Deportes Antofagasta · Chile | Total club    | Total club    | 10  | 0  | 1  | 0  | 0 | 0 | 2  | 0  | 0 | 2  | 0 | 0  | 14  | 0   | 1  |
| Deportes Colina · Chile | 3.ª           | 2020          | 20  | 5  | 5  | —  | — | — | —  | —  | — | —  | — | —  | 20  | 5   | 5  |
| Deportes Colina · Chile | Total club    | Total club    | 20  | 5  | 5  | 0  | 0 | 0 | 0  | 0  | 0 | 0  | 0 | 0  | 20  | 5   | 5  |
| Total carrera | Total carrera | Total carrera | 449 | 94 | 61 | 29 | 1 | 4 | 51 | 11 | 4 | 74 | 7 | 13 | 603 | 113 | 82 |
| (1) Incluye datos de Campeonato Carioca. (2) Incluye datos de Liguilla Pre-Sudamericana, Copa Chile y Copa de Brasil. (3) Incluye datos de Copa Libertadores y Copa Sudamericana. (4) No incluye goles en partidos amistosos. |               |               |     |    |    |    |   |   |    |    |   |    |   |    |     |     |    |

## Palmarés

### Campeonatos regionales
| Título             | Club     | País   | Año  |
| ------------------ | -------- | ------ | ---- |
| Campeonato Carioca | Flamengo | Brasil | 2009 |
| Campeonato Carioca | Flamengo | Brasil | 2011 |

### Campeonatos nacionales
| Título             | Club      | País           | Año    |
| ------------------ | --------- | -------------- | ------ |
| Primera División   | Colo-Colo | Chile          | 2002-C |
| Primera División   | Colo-Colo | Chile          | 2006-A |
| Primera División   | Colo-Colo | Chile          | 2006-C |
| Primera División   | Colo-Colo | Chile          | 2007-A |
| Primera División   | Colo-Colo | Chile          | 2007-C |
| Primera División   | Colo-Colo | Chile          | 2008-C |
| Serie A            | Flamengo  | Río de Janeiro | 2009   |
| Primera División   | Colo-Colo | Chile          | 2014-C |
| Primera División   | Colo-Colo | Chile          | 2015-A |
| Copa Chile         | Colo-Colo | Chile          | 2016   |
| Supercopa de Chile | Colo-Colo | Chile          | 2017   |
| Primera División   | Colo-Colo | Chile          | 2017-T |
| Supercopa de Chile | Colo-Colo | Chile          | 2018   |

### Distinciones individuales
| Distinción                          | Año  |
| ----------------------------------- | ---- |
| Máximo goleador del Torneo Clausura | 2005 |
| Medalla Bicentenario                | 2010 |
| Mejor Lateral Derecho               | 2014 |
| Parte del Equipo Ideal del SIFUP    | 2014 |

## Goles de tiro libre
| 1. | 25/08/2012 | Estadio Monumental, Macul                          | Cobreloa         | 3:1 | 1:0 | Torneo Clausura 2012 | Fecha 8                |
| 2. | 26/10/2012 | Estadio Municipal Javier Muñoz Delgado, San Felipe | Unión San Felipe | 2:1 | 0:1 | Torneo Clausura 2012 | Fecha 15               |
| 3. | 07/07/2013 | Estadio Fiscal de Talca, Talca                     | Rangers          | 0:3 | 0:2 | Copa Chile 2013-14   | Fecha 2                |
| 4. | 14/09/2013 | Estadio Fiscal de Talca, Talca                     | Rangers          | 0:3 | 0:1 | Torneo Apertura 2013 | Fecha 7                |
| 5. | 05/01/2014 | Estadio Monumental, Macul                          | Audax Italiano   | 2:1 | 1:1 | Torneo Clausura 2014 | Fecha 1                |
| 6. | 14/10/2015 | Estadio El Cobre, El Salvador                      | Deportes Copiapó | 2:3 | 1:2 | Copa Chile 2014-15   | Cuartos de final (Ida) |
| 7. | 04/11/2015 | Estadio Monumental, Macul                          | Unión Española   | 2:1 | 1:0 | Copa Chile 2014-15   | Semifinal (Ida)        |
| 8. | 21/06/2018 | Estadio Monumental, Macul                          | Ñublense         | 2:1 | 1:0 | Copa Chile 2018      | Primera Fase (Vuelta)  |